# Liste de tremblements de terre au Maroc
Cet article est une liste non exhaustive de tremblements de terre importants qui ont eu leur épicentre au Maroc ou ont eu un impact significatif dans le pays.

## Sismicité au Maroc
Le nord du Maroc se situe à proximité de la frontière entre la plaque africaine et la plaque eurasienne, la faille transformante Açores-Gibraltar. Cette zone de décrochement latéral droit devient transpressionnelle à son extrémité Est, avec le développement de grandes failles de chevauchement. À l'Est du détroit de Gibraltar, dans la Mer d'Alboran, la frontière devient de type collisionnel. La majeure partie de la sismicité au Maroc est liée au mouvement sur cette limite de plaque, le plus grand risque sismique se trouvant dans le nord du pays, près de la frontière,.

## Tremblements de terre
| Date                                                                                 | Région                   | MMI      | Mag.         | Décès               | Blessés | Note                                   | Réf   |
| ------------------------------------------------------------------------------------ | ------------------------ | -------- | ------------ | ------------------- | ------- | -------------------------------------- | ----- |
| 2023-09-08                                                                           | Marrakech-Safi           | VIII     | 6,8 Mw       | 2 862               | 2 475   | Dommages extrêmes                      | [ 3 ] |
| 2019-11-17                                                                           | Drâa-Tafilalet           | VI       | 5,2 Mw       |                     |         | Plusieurs maisons endommagées à Midelt | [ 4 ] |
| 2016-01-25                                                                           | Al Hoceïma               | V        | 6,3 Mw       | 1                   | 15      | Dommages modérés                       | [ 5 ] |
| 2007-02-12                                                                           | Portugal, Maroc          |          | 6,0 Mw       |                     |         | Dommages mineurs                       | [ 6 ] |
| 2004-02-24                                                                           | Al Hoceïma               | IX       | 6,3 Mw       | 628-631             | 926     | De graves dommages                     |       |
| 1969-02-28                                                                           | Portugal, Maroc          | VII      | 7,8 Mw       | 13                  | 80      | Dommages modérés                       |       |
| 1960-02-29                                                                           | Agadir                   | X        | 5,8 Mw       | 12 000 à 15 000     | 12 000  | Dommages extrêmes                      |       |
| 1909-01-29                                                                           | Tétouan                  |          |              | 100                 |         |                                        | [ 7 ] |
| 1761-03-31                                                                           | Portugal, Maroc, Espagne | VII-IX   | 8.5 Ms       | Inconnu             | Inconnu | Tsunami                                |       |
| 1755-11-27                                                                           | Meknès                   | IX       | 6,5 à 7,0 Mw | 15 000              |         | De graves dommages                     | [ 8 ] |
| 1755-11-01                                                                           | Portugal, Maroc, Espagne | VII-VIII | 8,5 à 9,0 Mw | Plusieurs milliers  |         | Dégâts considérables / tsunami         | [ 1 ] |
| 1624-05-11                                                                           | Fez                      | IX       |              | Plusieurs centaines |         | Dommages extrêmes                      | [ 1 ] |
| 1522-09-22                                                                           | Fez                      | VIII-IX  |              | Plusieurs centaines |         | De graves dommages                     | [ 1 ] |
| Remarque : seuls les événements dommageables, blessants ou mortels sont répertoriés. |                          |          |              |                     |         |                                        |       |